# ساندر غرون
ساندر غرون (بالهولندية: Sander Groen) مواليد 16 يونيو 1968 في أمستردام، هو لاعب كرة مضرب هولندي بدأ مسيرته كمحترف سنة 1989 يلعب باليد اليسرى. أعلى تصنيف له في الفردي كان المركز الـ 177 في سنة 1996. فاز ببطولة دبي للتنس سنة 1997 في الزوجي.

## روابط خارجية
- ساندر غرون على موقع رابطة محترفي التنس (الإنجليزية)
- ساندر غرون على موقع الاتحاد الدولي لكرة المضرب (الإنجليزية)
- ساندر غرون على موقع خلاصة التنس.كوم (الإنجليزية)